# Aéroport international María-Montez
L'aéroport international María-Montez (code IATA : BRX • code OACI : MDBH) est l'aéroport de la ville de Santa Cruz de Barahona en République dominicaine.
Le nom de l'aéroport rend hommage à l'actrice dominicaine María Montez (1912-1951).

## Situation
| Barahona Constanza La Romana Pedernales Monte Cristi Punta · Cana Samaná · A. Barril Samaná · El Catey Puerto Plata Santiago Saint-D. · Las Américas Saint-D. · La Isabela |

## Statistiques
Pour des raisons techniques, il est temporairement impossible d'afficher le graphique qui aurait dû être présenté ici.

Voir la requête brute et les sources sur Wikidata.

## Compagnies et destinations
| Compagnies          | Destinations                               |
| ------------------- | ------------------------------------------ |
| Aerolíneas Mas (en) | Charter : Saint-Domingue-Dr. J. Balaguer   |
| Air Century (en)    | En saison : Saint-Domingue-Dr. J. Balaguer |
| M&N Aviation        | En saison : San Juan - Luis-Muñoz-Marín    |

Édité le 22/09/2017